# Antonio Salazar (football)
Antonio Salazar Castillo est un footballeur mexicain né le 7 février 1989 à Ciudad Madero. Il évolue au poste d'attaquant avec SD Santos.